# Przełęcz Zapusta
Przełęcz Zapusta – przełęcz położona na terenie Pogórza Wielickiego (Pasmo Draboża) na wysokości 380 m, pomiędzy szczytami Draboża (432 m) a Trawnej Góry wschodniej (426 m). Na wschód od przełęczy położony jest przysiółek Drabóż, należący do wsi Stanisław Dolny. Przez przełęcz biegnie lokalna droga, łącząca Brzeźnicę z Kalwarią Zebrzydowską.

## Szlaki turystyczne
Marcyporęba – Trawna Góra – Przełęcz Zapusta – Draboż – Przytkowice przyst. kol – Kalwaria Zebrzydowska – Lanckorona
 Marcyporęba – Przełęcz Zapusta – Draboż – Przytkowice – Brody – Lanckorona